# Attera Totus Sanctus
Attera Totus Sanctus – czwarty album długogrający szwedzkiej grupy black metalowej Dark Funeral. Nagrania dotarły do 35. miejsca szwedzkiej listy sprzedaży.

## Lista utworów
1. „King Antichrist” – 4:39
2. „666 Voices Inside” – 4:38
3. „Attera Totus Sanctus” – 5:37
4. „Godhate” – 5:06
5. „Atrum Regina” – 5:33
6. „Angel Flesh Impaled” – 5:53
7. „Feed on the Mortals” – 5:41
8. „Final Ritual” – 5:44

## Twórcy
- Micke "Lord Ahriman" Svanberg - gitara elektryczna
- Emperor Magus Caligula - śpiew
- Matte Modin - perkusja
- Bo "Chaq Mol" Karlsson - gitara elektryczna
- Gustaf Hielm - gitara basowa (gość specjalny)